# Елецкая улица (Чернигов)
Елецкая улица (укр. Єлецька вулиця) — улица в Новозаводском районе города Чернигова, исторически сложившаяся местность (район) Третьяк. Пролегает от пересечения проспекта Мира и улицы Преображенская до улицы Тихая.
Примыкают проспект Мира, улицы Александра Довженко (Толстого), Княжая (Кирпоноса), Ремесленная.

## История
Во времена Киевской Руси на месте современной улицы проходила дорога с Детинца к Елецкому монастырю. Елецкая улица проложена согласно регулярному плану города 1805 года. В конце 19 века в начале улицы была построена гостиница Бадаева, которая после Октябрьской революции (1917) стала Дворцом труда. На здании в 1925 году был установлен первый радиоприёмник с громкоговорителем. В период Великой Отечественной войны здание Дворца труда была разрушено.
В 1919 году Елецкая улица переименована на улицу Белинского — в честь русского литературного критика Виссариона Григорьевича Белинского.  
15 июня 1966 года часть улицы (от начала до примыкания улицы Толстого) стала участком нового троллейбусного маршрута № 8, связав ПО «Химволокно» с Бобровицким жилмассивом.
24 декабря 2015 года улице было возвращено историческое название — в честь Елецкого Успенского монастыря, согласно Распоряжению городского главы В. А. Атрошенко Черниговского городского совета № 308-р «Про переименование улиц города» («Про перейменування вулиць міста»)

## Застройка
Улица пролегает в юго-западном направлении и ведёт к Елецкому Успенскому монастырю, с улицы открывается вид на колокольню монастыря. Начало улицы занимает Аллея героев. Угол Елецкой улицы и проспекта Мира занимает историческое здание Дом издательства «Сиверянская правда» (проспект Мира, дом № 13).
Улица занята усадебной застройкой, частично малоэтажной жилой застройкой (2-этажные дома), а также есть один 5-этажный дом (на углу с проспектом Мира). 
Учреждения:
1. дом № 13 — Департамент жилищно-коммунального хозяйства и топливно-энергетического комплекса Черниговской ОГА. Управление капитального строительства. Управление Северного офиса Государственной аудиторской службы в Черниговской области

Есть ряд значимых и рядовых исторических зданий, что не являются памятниками архитектуры или истории: усадебные дома №№ 3, 4, 5, 14, 16, 15, 22, 23/3; 2-этажные жилые дома №№ 6, 13, 17.